# Naš izvještaj
Naš izvještaj, glasilo pokrajinskog komiteta Narodnooslobodilačkog pokreta u Hrvatskoj, pokrenut 22. lipnja 1941. Prvi broj izašao je odmah sljedećeg dana nakon čega se objavljuje gotovo svaki dan sve do studenoga 1941. Kasnije se objavljuje dva do tri puta tjedno u nakladi od 1000 do 1500 primjeraka. Sadržaj glasila uglavnom se odnosio na stanje na frontu, okupatorske zločine te poticanje stanovništva na pristupanje jedinicama NOP-a.
Nastao je tako kad je Pokrajinski komitet KPH odlučio pokrenuti vlastito glasilo. MK KPH Split odmah je sproveo odluku o tiskanju Našeg izvještaja. Bio je tiskan u 1000 do 1500 primjeraka na ciklostilu. Mjesto sastanka uredništva bilo je na Pojišanu kod crkve, u stanu inženjera Ive Vukovića. Ondje je stanovao i član uredništva Geršković. Uredništvo su činili: Ivan Lučić Lavčević, Leon Geršković "Atleta", Marin, Ante Marasović "Mirko" i Zlata Šegvić. Surađivali su u listu: Zdenko Štambuk, Šerif Šehović i Nikola Babarović.:139.
U Splitu se tiskao do lipnja 1942. nakon čega se seli na Dinaru te u lipnju 1943. postaje glasilo Jedinstvene narodno-oslobodilačke fronte. Nakon ukupno 175 objavljenih brojeva, u tisku ga ubrzo zamjenjuje Slobodna Dalmacija.